# کالیکاباری
کالیکاباری (به لاتین: Kalikabari) یک منطقهٔ مسکونی در بنگلادش است که در ناحیه برگونه واقع شده‌است.